# Estación de Ventilla
Ventilla es una estación de la línea 9 del Metro de Madrid situada bajo la Avenida de Asturias, en el barrio madrileño de Almenara.

## Historia
La estación se inauguró el 3 de junio de 1983 con el primer tramo norte de la línea, denominada entonces 9B o 9N, pasando a ser la estación de la línea 9 el 24 de febrero de 1986.
El 7 de febrero de 2024 se manifestaron un centenar de vecinos de Tetuán contra la falta de accesibilidad en las estaciones que sirven el distrito y para demandar la instalación de ascensores. Un mes después el gobierno de la Comunidad de Madrid anunció que tendrán ascensores las estaciones de Ventilla y Tetuán antes del fin del año 2025.

## Accesos
Vestíbulo Ventilla
- Avda. Asturias, pares Avda. de Asturias, 34
- Avda. Asturias, impares Avda. de Asturias, 37

## Líneas y conexiones

### Metro

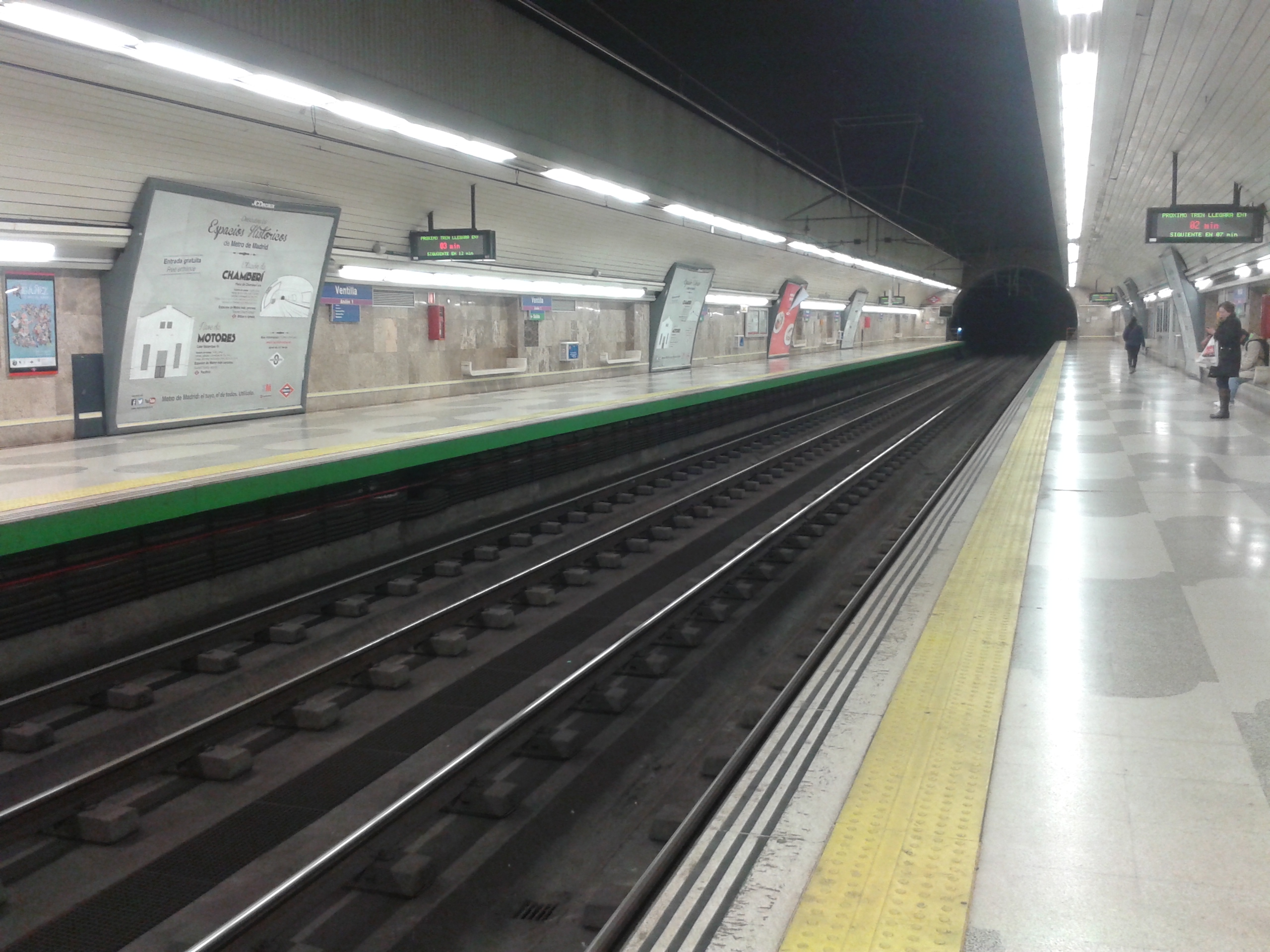
Andenes de la estación

| << cabecera   | < estación       | línea | estación >        | cabecera >>                                         |
| ------------- | ---------------- | ----- | ----------------- | --------------------------------------------------- |
| Paco de Lucía | Barrio del Pilar |       | Plaza de Castilla | Arganda del Rey Cambio de tren en Puerta de Arganda |

### Autobuses
| Diurnos   |                      |                                                    |
| Línea     | Destino              | Parada                                             |
| 42        | Barrio de Peñagrande | 5018 METRO LA VENTILLA (Av. Asturias - C/ Montoya) |
| 42        | Plaza de Castilla    | 5019 METRO LA VENTILLA (Av. Asturias - C/ Montoya) |
| 177       | Marqués de Viana     | 5803 SOROLLA-AVENIDA DE ASTURIAS                   |
| 177       | Plaza de Castilla    | 5813 AVENIDA DE ASTURIAS-ROSARIO ROMERO            |
| Nocturnos |                      |                                                    |
| Línea     | Destino              | Parada                                             |
| N23       | Montecarmelo         | 5018 METRO LA VENTILLA (Av. Asturias - C/ Montoya) |
| N23       | Plaza de Cibeles     | 5019 METRO LA VENTILLA (Av. Asturias - C/ Montoya) |